# Сиваш (станция)
Сиваш (укр. Сиваш) — (де-факто бывшая) пограничная железнодорожная станция Запорожского отделения Приднепровской железной дороги (Херсонская область, Украина). Названа по расположению на северном берегу залива Сиваш.

## Пригородное сообщение
С 1 апреля 2014 года по станции прекращено пригородное сообщение с Крымом (на перегоне Сиваш — Солёное Озеро). По станции оборачиваются пригородные электропоезда сообщением Запорожье-2 — Сиваш (2 пары) и Новоалексеевка — Сиваш (по 1 паре).
26 декабря 2014 года Украинские железные дороги официально объявили о прекращении железнодорожного сообщения между материковой Украиной и Крымом.
27 декабря 2014 года по этой линии прекратилось также движение пассажирских и товарных поездов дальнего следования. Пассажирские поезда, ранее следовавшие в Крым, теперь доезжают до станций Херсон и Новоалексеевка.

## Описание
В 2013 году в связи с существенным сокращением поездов на этой станции было закрыто здание вокзала и касса по продаже проездных документов.
Сейчас станцию обслуживает 6 человек: начальник, 4 дежурных и 1 уборщица.
С 13 марта 2020 года по станции Сиваш отсутствует какое-либо движение. Единственный электропоезд в этом регионе курсирует из Запорожья до Новоалексеевки. Летом 2020 года была снята контактная сеть на участке от станции Сиваш до крымской границы (боковые кабельные линии сохранены), частично разворован щебень верхнего строения пути.

## Галерея

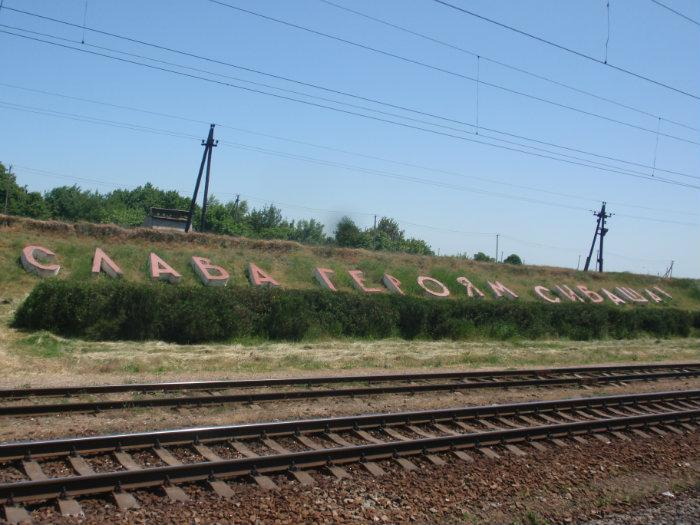
Надпись «Слава героям Сиваша» возле станции.